# زاوية سيدي يحيى (بني بوييري الجبل)
زاوية سيدي يحيى هو دُوَّار يقع بجماعة إفرني، إقليم الدريوش، جهة الشرق في المملكة المغربية. ينتمي الدوّار لمشيخة بني بوييري الجبل التي تضم 6 دواوير. يقدر عدد سكانه بـ 111 نسمة حسب الإحصاء الرسمي للسكان والسكنى لسنة 2004.

## روابط خارجية
- البوابة الوطنية للجماعات الترابية نسخة محفوظة 12 مارس 2018 على موقع واي باك مشين.
- المندوبية السامية للتخطيط